# Zhangye Ghanzhou Airport
Zhangye Ghanzhou Airport (kinesiska: 张掖甘州机场) är en flygplats i Kina. Den ligger i provinsen Gansu, i den nordvästra delen av landet, omkring 410 kilometer nordväst om provinshuvudstaden Lanzhou.
Runt Zhangye Ghanzhou Airport är det ganska tätbefolkat, med 93 invånare per kvadratkilometer. Närmaste större samhälle är Dongle, 11,0 km öster om Zhangye Ghanzhou Airport. Trakten runt Zhangye Ghanzhou Airport består i huvudsak av gräsmarker.
Genomsnittlig årsnederbörd är 342 millimeter. Den regnigaste månaden är augusti, med i genomsnitt 86 mm nederbörd, och den torraste är januari, med 2 mm nederbörd.